# Gina Carano
Gina Joy Carano (Dallas, 16 aprile 1982) è un'attrice ed ex artista marziale mista statunitense.

## Biografia

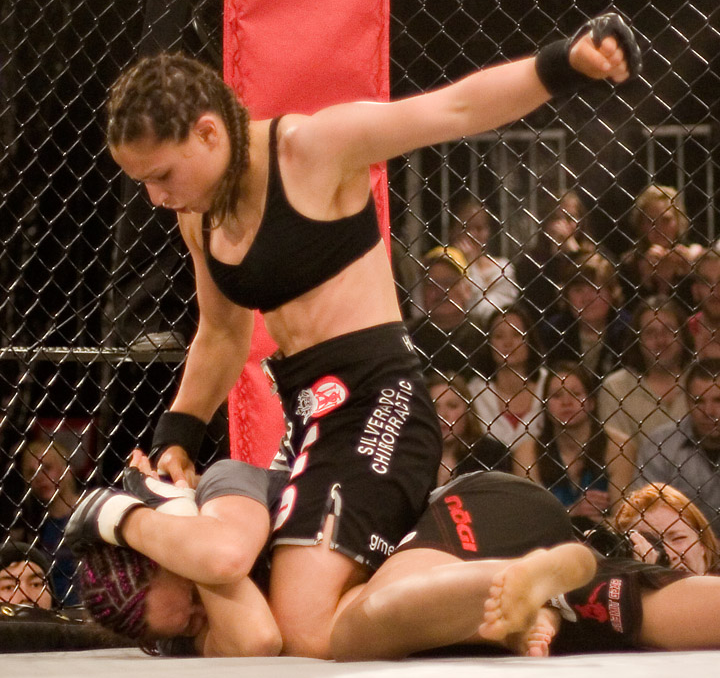
Gina Carano durante un combattimento di arti marziali miste

È italoamericana di quarta generazione ed è la figlia di Dana Joy Cason e Glenn Carano, noto giocatore di football di origine pugliese. Ha combattuto nelle organizzazioni statunitensi Strikeforce e EliteXC e ha gareggiato per il titolo Strikeforce dei pesi piuma nel 2009, perdendo per la prima volta nella sua carriera contro Cris "Cyborg" Santos.
Durante il suo periodo di attività è sempre stata classificata tra le prime dieci lottatrici del mondo nella classifica pound for pound, ed è tuttora una delle lottatrici più popolari al mondo. È stata premiata Female Fighter of the Year ai Fighters Only World MMA Awards nel 2008 e nello stesso anno ha partecipato al programma American Gladiators con il soprannome "Crush".

## Carriera da attrice
Gina Carano ha recitato prevalentemente in film d'azione e di arti marziali. Dopo alcuni video e documentari ai quali prese parte tra il 2005 ed il 2008 e la partecipazione a reality ed altri show come American Gladiators e Fight Girls, Gina debutta sul grande schermo nel 2009 con il film d'azione Blood and Bone.
Ha avuto il ruolo di attrice protagonista nel film Knockout - Resa dei conti del 2012 e ha partecipato con un ruolo di rilievo anche al film Fast & Furious 6 del 2013. Inoltre ha interpretato la sovietica Natasha nel videogame Command & Conquer: Red Alert 3. Nel 2016 appare nel film dedicato al personaggio Marvel Deadpool nel ruolo della mutante Angel Dust.
Dal 2019 fino al 2020 ha ricoperto il ruolo di Carasynthia "Cara" Dune, una mercenaria originaria di Alderaan, nella serie televisiva The Mandalorian, creata da Jon Favreau e prodotta da Lucasfilm, distribuita sulla piattaforma di streaming Disney+.

## Controversie
L'attrice è stata spesso criticata dai suoi detrattori per le sue posizioni politiche e sociali. Negli anni ha fronteggiato accuse di transfobia ed inoltre si è dichiarata pubblicamente scettica sull'uso delle mascherine durante la pandemia di COVID-19. Viene criticata, inoltre, per la sua presa di posizione riguardo alle elezioni presidenziali negli Stati Uniti d'America del 2020, in cui, schierandosi dalla parte politica di Donald Trump, sostiene la teoria cospirazionista del presidente uscente, paventando brogli elettorali. La situazione culmina quando, a febbraio 2021, dopo aver pubblicato dei post su Instagram in cui paragona la situazione dell'odio agli elettori di un altro partito (con riferimento ai repubblicani, per quello che lei vede nella radicalizzazione della sinistra) a quella che portò alla discriminazione degli ebrei in Germania negli anni '30 e '40:
«Gli ebrei sono stati picchiati per le strade, non dai soldati nazisti ma dai loro vicini… anche dai bambini. Poiché la storia è modificata, la maggior parte delle persone oggi non si rende conto che per arrivare al punto in cui i soldati nazisti potevano facilmente radunare migliaia di ebrei, il governo ha fatto in modo che i propri vicini li odiassero semplicemente per il fatto di essere ebrei. Com’è diverso dall’odiare qualcuno per le loro opinioni politiche?»
La Lucasfilm decide di licenziarla e di escluderla da progetti futuri, tra cui la terza stagione della serie The Mandalorian, in cui era molto probabile una sua riconferma nel ruolo di Cara Dune.

## Filmografia parziale

### Cinema
- Blood and Bone, regia di Ben Ramsey (2009)
- Knockout - Resa dei conti, regia di Steven Soderbergh (2012)
- Fast & Furious 6 (Furious 6), regia di Justin Lin (2013)
- In the Blood, regia di John Stockwell (2013)
- Bus 657 (Heist), regia di Scott Mann (2015)
- Extraction, regia di Steven C. Miller (2015)
- Deadpool, regia di Tim Miller (2016) – Christina / Angel Dust
- Kickboxer - La vendetta del guerriero (Kickboxer: Vengeance), regia di John Stockwell (2016)
- Scorched Earth - Cacciatrice di taglie (Scorched Earth), regia di Peter Howitt (2018)
- Madness in the Method, regia di Jason Mewes (2019)
- Daughter of the Wolf - La figlia del lupo (Daughter of the Wolf), regia di David Hackl (2019)

### Televisione
- Fight Girls - serie TV (2006)
- Almost Human – serie TV, 1 episodio (2013)
- The Mandalorian - serie TV, 7 episodi (2019-2020)

### Videogiochi
- Command & Conquer: Red Alert 3 (2008)

## Doppiatrici italiane
Nelle versioni in italiano delle opere in cui ha recitato, Gina Carano è stata doppiata da:
- Laura Lenghi in Knockout - Resa dei conti, In the Blood, Scorched Earth - Cacciatrice di taglie
- Laura Romano in Bus 657
- Eleonora De Angelis in Blood and Bone
- Rachele Paolelli in Fast & Furious 6
- Benedetta Ponticelli in Deadpool
- Gaia Bolognesi in The Mandalorian
- Perla Liberatori in Daughter of the Wolf - La figlia del lupo

## Risultati nelle arti marziali miste
| Risultato | Record | Avversario       | Metodo                           | Evento                             | Data              | Round | Tempo | Città                  | Note                                     |
| --------- | ------ | ---------------- | -------------------------------- | ---------------------------------- | ----------------- | ----- | ----- | ---------------------- | ---------------------------------------- |
| Vittoria  | 1–0    | Leiticia Pestova | KO (pugni e gomitate)            | World Extreme Fighting             | 10 giugno 2006    | 1     | 0:38  | Las Vegas, Stati Uniti |                                          |
| Vittoria  | 2–0    | Rosi Sexton      | KO (pugno)                       | World Pro Fighting Championships 1 | 15 settembre 2006 | 2     | 4:55  | Las Vegas, Stati Uniti |                                          |
| Vittoria  | 3–0    | Elaina Maxwell   | Decisione (unanime)              | Strikeforce: Triple Threat         | 8 dicembre 2006   | 3     | 2:00  | San Jose, Stati Uniti  | Debutto in Strikeforce                   |
| Vittoria  | 4–0    | Julie Kedzie     | Decisione (unanime)              | EliteXC: Destiny                   | 10 febbraio 2007  | 3     | 3:00  | Southaven, Stati Uniti | Debutto in EliteXC                       |
| Vittoria  | 5–0    | Tonya Evinger    | Sottomissione (rear naked choke) | EliteXC: Uprising                  | 15 settembre 2007 | 1     | 2:53  | Oahu, Stati Uniti      |                                          |
| Vittoria  | 6–0    | Kaitlin Young    | KO Tecnico (stop medico)         | EliteXC: Primetime                 | 31 maggio 2008    | 2     | 3:00  | Newark, Stati Uniti    |                                          |
| Vittoria  | 7–0    | Kelly Kobold     | Decisione (unanime)              | EliteXC: Heat                      | 4 ottobre 2008    | 3     | 3:00  | Sunrise, Stati Uniti   |                                          |
| Sconfitta | 7–1    | Cris Cyborg      | KO Tecnico (pugni)               | Strikeforce: Carano vs. Cyborg     | 15 agosto 2009    | 1     | 4:59  | San Jose, Stati Uniti  | Per il titolo dei Pesi Piuma Strikeforce |